# Magstatt-le-Haut
 Magstatt-le-Haut (en alsacià Obermàschgez) és un municipi francès, situat a la regió del Gran Est, al departament de l'Alt Rin. L'any 2007 tenia 286 habitants.

## Demografia
| 1962 | 1968 | 1975 | 1982 | 1990 | 1999 |
| ---- | ---- | ---- | ---- | ---- | ---- |
| 222  | 233  | 216  | 217  | 210  | 227  |

## Administració
| Període | Identitat      | Partit |
| ------- | -------------- | ------ |
| 2001-   | Bernard Sutter |        |